# Enosi

Bandera de Grècia, adoptada pel panhel·lenisme a Xipre

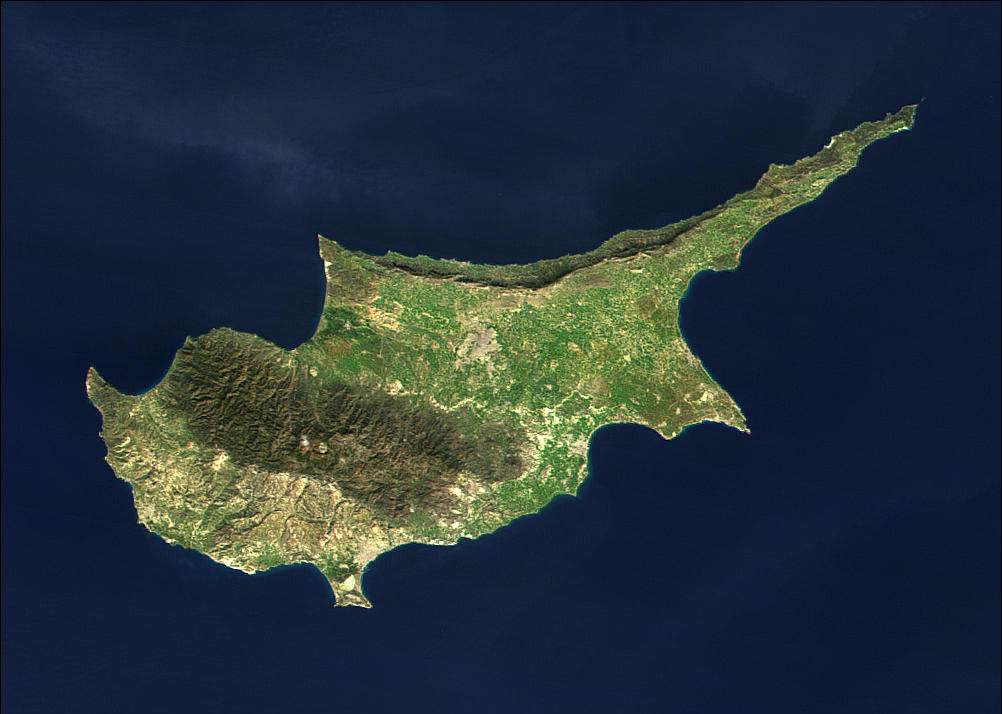
L'illa de Xipre vista des de l'espai.

L'enosi (del grec Ένωσις, que significa 'unió') és el moviment grecoxipriota (emmarcat amb el panhel·lenisme) que busca la unió de Xipre amb Grècia.
Durant els últims anys del segle xviii i els primers del segle xix, davant de la difusió de les idees de l'il·luminisme i de la literatura grega, els pobles grecs de l'Imperi Otomà prenen consciència històrica i hi augmenta l'orgull pel seu passat. Les lluites contra Napoleó difonen les idees nacionalistes a Europa i Grècia també participa en aquest fervor. Neixen així les idees independentistes del domini turc.
La Grècia independent, mentre els turcs es trobaven en la Guerra de Tripolitània contra els italians, s'alià el 1912 amb Sèrbia, Montenegro i Bulgària contra Turquia. Això li permeté annexionar-se diversos territoris reclamats, entre ells, Creta. Aquests fets són reconeguts com l'inici de l'enosi i perquè feren famós Elevthérios Venizelos.
Durant aquell període d'expansió, Xipre també passa a estar dins del somni panhel·lenista, però després de la cessió de l'illa al Regne Unit el 1878 i davant de l'evidència que no passaria a mans gregues, neix la campanya per l'enosi. Els principals instruments que promogueren aquesta política abans de la Primera Guerra Mundial foren:
- Diplomàtics grecs en Xipre que s'esforçaven per exacerbar els ànims nacionalistes a través de propaganda, esdeveniments esportius i el reclutament de grecoxipriotes en la guerra contra Turquia.
- Mestres grecs que durant la seva presència a escoles secundàries adoctrinaven el jovent.
- Organitzacions nacionalistes gregues.
- La majoria de la premsa d'Atenes.
- Suport del clergat ortodox grecoxipriota.

La lluita dels partidaris de l'enosi no només es concentrà contra els britànics sinó també contra la comunitat turca que residia a Xipre. Turquia, que fins al 1914 mantingué la titularitat de la sobirania, rebia part dels impostos presos als xipriotes que tantes penúries els causaven. Al maig del 1912 hi hagué avalots intercomunals a Limassol, que acabaren amb cinc morts i aproximadament, una centena de ferits.
La fi de la guerra incrementa els desitjos d'unió davant d'una Grècia victoriosa i una Turquia derrotada i parcialment ocupada. La retirada grega davant de les forces del nacionalista turc Atatürk i el posterior Tractat de Lausana crearen un statu quo al Mediterrani oriental i el reconeixement de la sobirania del Regne Unit sobre Xipre (que l'havia annexat el 1914).
Malgrat això, el fervor unionista i els provocadors continuaren, encoratjats per la premsa i la incapacitat dels britànics d'augmentar el baix nivell de vida dels xipriotes.
La restauració de les eleccions municipals a Xipre el 1943, el fet que molts dels seus habitants haguessin lluitat al costat aliat durant la guerra, el triomf laborista al Regne Unit i l'entrega de diverses illes italianes a Grècia van revivar, poc després de la Segona Guerra Mundial, el moviment a favor de l'enosi. Per això, el 1948 els britànics proposaren reformes constitucionals per concedir l'autogovern a Xipre.
Mentrestant, el Partit Progressista del Poble Treballador (AKEL) d'ideals comunistes, proclamà el seu complet suport al moviment per l'enosi, atraient molts partidaris de la idea.
En 1948, el que després seria Macari III, començà a organitzar el suport per la unió a través de l'Església Ortodoxa Xipriota. Al gener del 1950, els britànics rebutjaren la seva petició per celebrar un plebiscit sobre l'enosi. Amb l'elecció de Macari a la màxima jerarquia de l'Església, aviat es convertiria en el màxim exponent del moviment.
El 1954 s'inicià una guerra de guerrilles, promoguda per un moviment clandestí grecoxipriota denominat Organització Nacional de Lluita Xipriota (EOKA). Aquests fets conduirien a la independència de l'illa el 1960.
Amb el fracàs de la Constitució del 1960, que creava un estat bicomunal pels grecs i turcs, Macari intentà assolir l'enosi a través de normes legals. Per fer-ho, encarregà a Políkarpos Georkatzis, Tassos Papadópulos i Glafcos Kliridis allò que s'anomenà "pla Akritas", que preveia una reforma constitucional unilateral per part dels grecs.
Els nous incidents intercomunals del 1967 i la reacció turca mostraren a Macari que l'enosi era un objectiu llunyà. Tanmateix, la idea no morí.
Fou amb aquesta idea que, el 1974, oficials grecs i grecoxipriotes lideraren un cop d'estat contra el Govern de Macari, que conduí a una intervenció militar turca a l'illa. La junta militar que governava Grècia veia l'adquisició de Xipre com un coronament de la seva acció, que legitimaria el seu poder i li donaria continuïtat, però finalment fracassà.